# Gobierno de Macedonia del Norte
El gobierno de Macedonia del Norte quedó integrado tras el acuerdo político entre el partido oficialista Union Socialdemócrata de Macedonia del anterior primer ministro Zoran Zaev, quien volverá a liderar gobierno tras su renuncia el pasado 3 de enero tras el rechazo del acuerdo para su integración a la Unión Europea, y su nuevo socio el Partido Democrático para la Unidad Nacional representante de la minoría albanesa del país. Esto después del que el parlamento le diera el voto de confianza para gobernar con 62 votos a favor y 51 en contra en una elección que se llevó a cabo el pasado 30 de agosto,suficiente para tener el respaldo de la mayoría...

## Funciones
El gobierno esta facultado de acuerdo al artículo 91 de su Constitución para:
- Determinar las políticas de aplicación de las leyes y su ejecución y otras regulaciones de la Asamblea.
- Proponen leyes y el presupuesto de la república.
- Proponen el plan espacial de la república.
- Proponen decisiones concernientes a las reservas de l república y observan su ejecución.
- Determinan los principios sobre la organización interna y trabajo de los ministerios y otros departamentos autorizados.
- Decide  sobre el reconocimiento de otros estados y gobiernos.
- Toman decisiones sobre la apertura de oficinas diplomáticas y consulares.
- Proponen el nombramiento de Embajadores y representantes de la República de Macedonia en el extranjero y nombran a los jefes de oficinas consulares.
- Proponen al procurador público.
- Nombran y destituyen a otros funcionarios públicos determinados por la Constitución y la ley.

## Elecciones Parlamentarias
El 15 de julio se celebraron elecciones anticipadas en Macedonia del Norte tras la renuncia del primer ministro Zoran Zaev en enero de este año tras la negativa de la Union Europea de dar fecha de apertura de las negociaciones para el ingreso de su país a la organización.
El gobernante Partido Socialdemócrata resultó vencedor con el 36.07 % de los votos mientras que el principal partido de la oposición, el conservador VMRO-DPMNE de Hristijan Mickoski obtuvo el 34,81% de los votos.La tercera formación más votada fue el cogobernante partido DUI, otra de las formaciones que representa los intereses de la etnia albanesa (25% de la población), que ha logrado el 11,37% de los apoyos.
Traducido en escaños, los socialdemócratas suman 46 asientos, los conservadores 44 y DUI 15, lo que en un Parlamento de 120 escaños otorgaría a la actual coalición gobernante una mayoría mínima de 61 escaños.

## Composición
El gobierno está integrado por 19 ministros,siete menos que los anteriores gobiernos. Dos de ellos son mujeres

## Composición actual
| Ministerio                                                                              | Sitio web                                              | Titular            | Partido | Partido                              | Funciones |
| --------------------------------------------------------------------------------------- | ------------------------------------------------------ | ------------------ | ------- | ------------------------------------ | --- |
| Primer Ministro                                                                         |                                                        | Zoran Zaev         |         | Unión Socialdemócrata de Macedonia   | |
| Primer Viceprimer Ministro, Ministro para Asuntos Políticos                             |                                                        | Artan Grubi        |         | Union Democrática por la Integración | - Sistema Político - Implementación del Acuerdo - Integración Comunitaria - Interrelaciones comunitarias - Minorías |
| Viceprimer Ministro, delegado para Corrupción, Desarrollo Sostenible y Recursos Humanos |                                                        | Ljupčo Nikolovski  |         | Unión Socialdemócrata de Macedonia   | |
| Viceprimer ministro de asuntos económicos                                               |                                                        | Fatmir Bytyqi      |         | Unión Socialdemócrata de Macedonia   | |
| Viceprimer Ministro de Asuntos Europeos                                                 |                                                        | Nikola Dimitrov    |         | Unión Socialdemócrata de Macedonia   | |
| Ministra de Defensa                                                                     |                                                        | Radmila Šekerinska |         | Unión Socialdemócrata de Macedonia   | - Seguridad Nacional - Ejército - Formación Militar                                                                 |
| Ministro de Interior                                                                    |                                                        | Oliver Spasovski   |         | Unión Socialdemócrata de Macedonia   | - Seguridad Pública - Residencia, Ciudadanía y Pasaporte - Asuntos Fronterizos - Protección Civil                   |
| Ministro de Justicia                                                                    |                                                        | Bojan Maričiḱ      |         | Unión Socialdemócrata de Macedonia   | - Poder Judicial - Delitos y Correccionales - Servicios Legales - Derechos Humanos - Elecciones                     |
| Ministro de Relaciones Exteriores                                                       |                                                        | Bujar Osmani       |         | Union Democrática por la Integración | - Relaciones Internacionales - Misiones y Servicio Diplomático - Diaspora - Tratados Internacionales                |
| Ministro de Finanzas                                                                    |                                                        | Fatmir Besimi      |         | Union Democrática por la Integración | - Presupuesto y Tesorería - Macroeconomía - Aduanas - Servicios Financieros - Impuestos                             |
| Ministro de Economía                                                                    | Archivado el 20 de febrero de 2012 en Wayback Machine. | Krešnik Bekteši    |         | Union Democrática por la Integración | - Políticas Económicas - Producción - Energía y Minas - Comercio exterior - Turismo                                 |
| Ministro de Agricultura,Bosques y Agua                                                  |                                                        | Arianit Hoxha      |         | Movimiento BESA                      | Agricultura Silvicultura Gestión del Agua Caza y Pesca                                                              |
| Ministro de Salud                                                                       |                                                        | Venko Filipče      |         | Unión Socialdemócrata de Macedonia   | |
| Ministra de Educación y Ciencia                                                         |                                                        | Mila Tsarovska     |         | Unión Socialdemócrata de Macedonia   | |
| Ministro de Administración y Sociedad de la Información                                 |                                                        | Jeton Shaqiri      |         | Union Democrática por la Integración | TICS Telecomunicaciones Digital Servicio Público                                                                    |
| Ministro de Trabajo y Política Social                                                   |                                                        | Jagoda Šahpaska    |         | Unión Socialdemócrata de Macedonia   | Empleo y Relaciones Laborales Pensiones Niños,mujeres,discapacitados Género y juventud                              |
| Ministro de Gobierno Local                                                              |                                                        | Goran Milevski     |         | Partido Liberal Democrático          | Desarrollo Económico y Cohesión Local                                                                               |
| Ministra de Cultura                                                                     |                                                        | Irena Stefoska     |         | Unión Socialdemócrata de Macedonia   | |
| Ministro de Transportes y Comunicaciones                                                |                                                        | Blagoj Bočvarski   |         | Unión Socialdemócrata de Macedonia   | - Transporte terrestre,aéreo y navegación - Vivienda - Infraestructura de Comunicación - Desarrollo urbano          |
| Ministro de Ambiente y Ordenación Territorial                                           |                                                        | Naser Nuredini     |         | Union Democrática por la Integración | - Protección del Ecosistema - Contaminación - Ordenamiento Territorial                                              |